# Evans Wise
Evans Wise (* 23. November 1973 in St. Joseph) ist ein ehemaliger trinidadischer Fußballspieler.

## Leben
Evans Wise spielte in der Jugend beim Cultural United FC in Trinidad und Tobago, bevor er für ein Studium in die Vereinigten Staaten wechselte: Er studierte von 1994 bis 1995 am Mercer County Community College im Mercer County an der US-amerikanischen Ostküste. Nach seiner College-Zeit kam er als 1st round draft selection zu den Tampa Bay Mutiny in die US-amerikanische Major League Soccer, in der er später auch für New England Revolution spielte.
1999 wechselte Wise in die 1. Bundesliga zum SSV Ulm 1846. Hierbei kam er auf neun Einsätze in der höchsten deutschen Spielklasse und ist damit der erste und bisher einzige Spieler seines Landes in der Bundesliga. Dabei war er der dritte von vier Ulmern, die am 10. September 1999 bei der 1:2-Auswärtsniederlage bei Hansa Rostock des Feldes verwiesen wurden und damit einen Bundesligarekord aufstellten: Wise sah in der 77. Minute des Spiels die Rote Karte. Nach dem Abstieg der Ulmer aus der ersten Bundesliga wechselte er zum Regionalligisten SV Elversberg. Ab 2002 spielte Wise für den Zweitligisten Wacker Burghausen, bevor er noch im selben Jahr nach Trinidad und Tobago zum Joe Public FC zurückkehrte. 2005 kam Evans Wise wieder nach Deutschland und unterschrieb beim Oberligisten SV Waldhof Mannheim. Diesen verließ er in der Winterpause der Saison 2006/07 wieder und beendete seine Karriere. Am 14. März 2012 verkündete er nach vierjähriger Abstinenz, sein Comeback beim PDL Verein Fredericksburg Hotspur. Am 18. Januar 2013 wechselte er zum RVA Football Club, welcher von Grover Gibson trainiert wurde.

## Nationalmannschaft
Evans Wise war Nationalspieler von Trinidad und Tobago und gehörte zum Aufgebot für die Weltmeisterschaft 2006 in Deutschland. Hierbei rückte er für den verletzten Silvio Spann nach. Er absolvierte in seiner elfjährigen Nationalmannschaftszeit 20 Länderspiele und erzielte dabei zwei Tore.